# Миронова, Лидия Николаевна
Лидия Николаевна Миронова (род. 12 июля 1946, Московская область) — советский хозяйственный, государственный и политический деятель, Герой Социалистического Труда.

## Биография
Родилась в 1946 году в Московской области. Член КПСС с 1978 года.
После окончания средней школы, затем Томилинское кооперативное училище по специальности "продавец". В 1964 году по распределению попала в Косино продавцом универмага, отработав там 1 год, поняла, что работа в торговле ей не нравится.
В 1965 году устроилась дояркой в госплемзаводе «Петровское» (отделение Жилино). Жила сначала в бараке. Когда в Лыткарино в микрорайоне Петровское был выстроен большой животноводческий комплекс ГПЗ «Петровское», продолжила работу оператором машинного доения. В 1974 году ей было присвоено звание «Мастер животноводства I класса». Как участник выставок награждалась медалями ВДНХ.
В 1983 году за достижения высоких надоев молока ей было присвоено звание Герой Социалистического труда с вручением ордена Ленина и золотой медали «Серп и Молот» и в этом же году решением исполнительного комитета Лыткаринского городского Совета народных депутатов от 23.12.1983 г. № 680/22 ей присвоено звание «Почетный гражданин города Лыткарино».
В разное время работала членом Люберецкого горкома КПСС, членом Народного контроля Московской области, депутатом Лыткаринского горсовета, членом МК КПСС.
Избиралась депутатом Верховного Совета РСФСР 11-го созыва и членом Президиума Верховного Совета РСФСР.
Делегат XXVII съезда КПСС.
Живёт в городе Лыткарино.